# Грабарка (річка)
Грабарка (Луг) — річка в Україні, в межах Бродівського району Львівської області та (частково) Тернопільського району Тернопільської області. Права притока Серету (басейн Дністра).

## Опис
Довжина 26 км, площа басейну 228 км2. Річище на значній протяжності каналізоване і випрямлене. Споруджено декілька ставів, переважно в нижній течії. Найбільш заболочена пригирлова частина. Грабарка має ще кілька назв: Луг, Волиця, Маркопільський Серет і вважається головним витоком Серету.

## Розташування
Витоки розташовані серед пагорбів Вороняків, на південь від села Ясенів Бродівського району, на висоті бл. 400 метрів над рівнем моря. Тече переважно на південний схід. Впадає до Серету північніше села Ратищі.

## Населені пункти
Всі Бродівського району Львівської області:
- Теребежі (південні околиці і хутори)
- Жарків
- Голубиця
- Пеняки
- Чепелі
- Звижень
- Маркопіль

## Цікаві факти
За минулі століття воду річки використовували для сільського господарства (водяні млини, круподерки), та для виробництва сукна (сукнобійки). В сучасний період вода річки іде для зрошення сільськогосподарських угідь (у посушливий літній період), також для домашніх потреб, а у ставах, утворених на руслі річки, розводять рибу та водоплавну птицю.